# Mistrzostwa Norwegii w Skokach Narciarskich 2014
Mistrzostwa Norwegii w Skokach Narciarskich 2014 – zawody o tytuł mistrza Norwegii w skokach narciarskich. Zawody na skoczni dużej odbyły się 21 stycznia 2014 roku w Lillehammer. Mistrzostwa na skoczni normalnej odbyły się 29 marca 2014 roku w Molde.

## Konkurs indywidualny mężczyzn

### Skocznia duża 21.01.2014
Na starcie stanęło 49 skoczków. Pierwsza dziesiątka konkursu:
| Miejsce | Zawodnik              | Nota  |
| ------- | --------------------- | ----- |
| 1.      | Anders Bardal         | 295,5 |
| 2.      | Anders Fannemel       | 275,0 |
| 3.      | Rune Velta            | 273,8 |
| 4.      | Atle Pedersen Rønsen  | 268,0 |
| 5.      | Ole Marius Ingvaldsen | 264,5 |
| 6.      | Daniel-André Tande    | 260,3 |
| 7.      | Robert Johansson      | 255,9 |
| 8.      | Tom Hilde             | 248,8 |
| 9.      | Anders Jacobsen       | 246,6 |
| 10.     | Andreas Stjernen      | 244,2 |

### Skocznia normalna 29.03.2014
Na starcie stanęło 46 skoczków. Pierwsza dziesiątka konkursu:
| Miejsce | Zawodnik              | Nota  |
| ------- | --------------------- | ----- |
| 1.      | Andreas Stjernen      | 265,2 |
| 2.      | Phillip Sjoeen        | 261,5 |
| 3.      | Tom Hilde             | 252,7 |
| 4.      | Anders Bardal         | 251,7 |
| 5.      | Robert Johansson      | 237,7 |
| 6.      | Daniel-André Tande    | 237,5 |
| 7.      | Anders Fannemel       | 236,2 |
| 8.      | Espen Enger Halvorsen | 234,0 |
| 9.      | Are Sumstad           | 233,0 |
| 10.     | Joachim Hauer         | 230,2 |

## Konkurs indywidualny pań
W rywalizacji kobiet wystąpiło tylko 8 zawodniczek. Oto medalistki:
| Miejsce | Zawodnik            | Nota  |
| ------- | ------------------- | ----- |
| 1.      | Maren Lundby        | 270,9 |
| 2.      | Line Jahr           | 264,9 |
| 3.      | Helena Olsson Smeby | 236,4 |

## Konkurs drużynowy
Odbył się 30 marca 2014 roku. Wystartowało 9. drużyn. Oto wyniki medalistów:
| Miejsce | Zawodnik                                                                                | Nota   |
| ------- | --------------------------------------------------------------------------------------- | ------ |
| 1.      | Nord-Trøndelag Andreas Stjernen Johan Martin Brandt Ole Marius Ingvaldsen Anders Bardal | 1059,6 |
| 2.      | Oslo Joachim Hauer Jonas Schøien Øvregård Harald Johnas Riiber Phillip Sjøen            | 1039,1 |
| 3.      | Akershus Vegard Swensen Halvor Egner Granerud Rune Velta Tom Hilde                      | 1022,1 |